# Clubionina pallida
Clubionina pallida là một loài nhện trong họ Clubionidae. Chúng được Lucien Berland miêu tả năm 1947, và chỉ được tìm thấy ở Île Saint-Paul.